# Furlong
Furlong je jedinica mjere za duljinu u anglosaksonskim mjerama. Upotrebljava se još uvijek u SAD kao službena jedinica, a uobičajeno je još u upotrebi i u Ujedinjenom Kraljevstvu, Irskoj, Kanadi,...
U svim zemljama osim SAD, furlong se je zadržao najviše na području konjskih utrka, te na području održavanja autocesta i željezničkih pruga, jer se udaljenosti još uvijek izražavaju u miljama i furlonzima.
Jedan furlong je jednak 660 stopa, ili jednoj osmini milje, ili izraženo u SI sustavu jedan furlong iznosi 201.168 m ili 0.201168 km .

## Povijest
Ime furlong dolazi od staroengleske složenice furh (brazda) i lang (duga). Ime nas vraća u povijest, a prvobitno je označavala duljinu brazde u jednom akeru polja. Tako je proizašla i mjera za površinu od 1 akera, koja je duga 1 furlong, a široka 1 lanac (chain). Zbog ove definicije, često se za furlong govorilo duljina akera
Furlong se smatra jednakim Starorimskom stadiumu, koji ima svoje korijene u grčkom sustavu. U rimskom sustavu, bile su 625 stopa u stadiu, osam stadiuma u milji i tri milje u lizi. Ligom se smatrala udaljenost koju čovjek može prijeći za sat vremena.
Padom Rimskog Carstva, nije prestala uporaba Rimskog sustava mjera. On se i dalje upotrebljavao, ali se je mijenjao ovisno o regiji gdje je upotrebljavan, što je vodilo problemima u uspoređivanju proizvoda. Oko 1300 godine u Engleskoj počinje unifikacija mjera, među kojima se našao i furlong.